# Puente de Ravning
El puente de Ravning (en danés: Ravningbroen) era un antiguo puente de madera de 760 m de largo, construido en Dinamarca en el siglo X durante la época vikinga. Situado a 10 km al sur de Jelling, cerca del pueblo de Ravning, cruzaba las praderas de Ravning Enge en el río Vejle.
Hasta que se construyó el Puente del Petit Belte en 1935, era el puente más largo de Dinamarca.

## Descubrimiento y datación

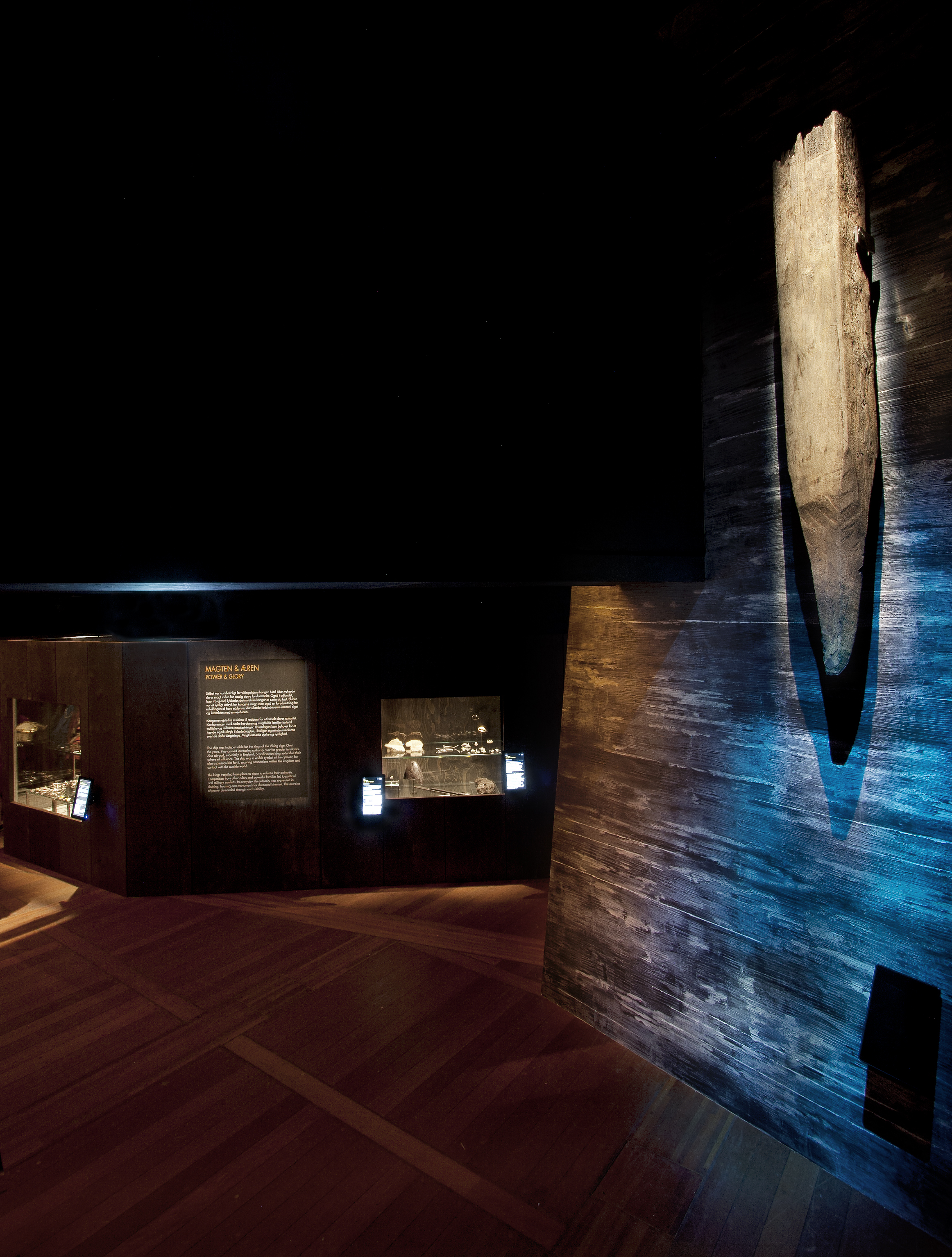
Poste de roble del puente en el Museo Nacional de Dinamarca, Copenhague

En 1953 se encontró madera de roble de gran tamaño cerca de Ravning en el lado sur del valle del río Vejle. Un arqueólogo aficionado, K.V. Christensen, se enteró de los hallazgos y midió la madera. Más tarde se encontró más madera donde se construyeron estanques para la piscicultura, esta vez en el lado norte del valle. K.V. Christensen concluyó que la madera probablemente era de un puente y escribió un artículo sobre eso en 1959. Más tarde, el fango del valle del río se hundió como resultado del drenaje y la regulación del río Vejle, y la parte superior de algunos de los postes del puente se hundió sobre la superficie del suelo. El Museo Nacional de Dinamarca se involucró. Un trozo de roble se dató por radiocarbono en el año 980 con una incertidumbre de 100 años, y se decidió hacer una excavación que comenzó en 1972.
El Museo Nacional hizo análisis dendrocronológicos de muestras de la madera del puente. La conclusión fue que la madera fue talada en los años 980, probablemente en la primera mitad de la década. La fecha final del intervalo ha sido cuestionada por otro dendrocronólogo que concluye que la fecha no puede ser declarada con más precisión que «después de c. 980 y antes de c. 1010».

## Construcción y finalidad

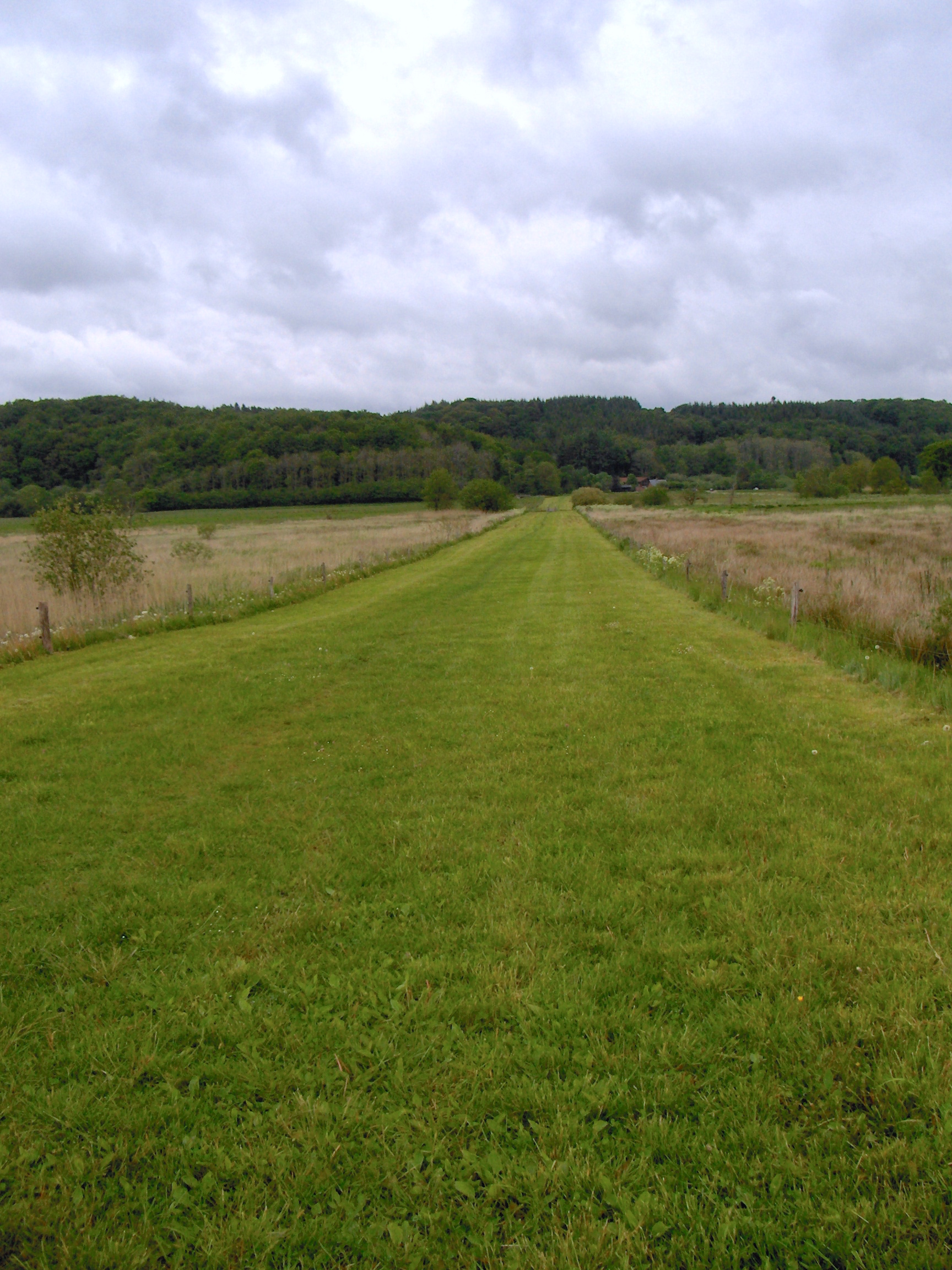
Recorrido del antiguo Puente del Ravning de la época vikinga, a través de las praderas de Ravning Enge.

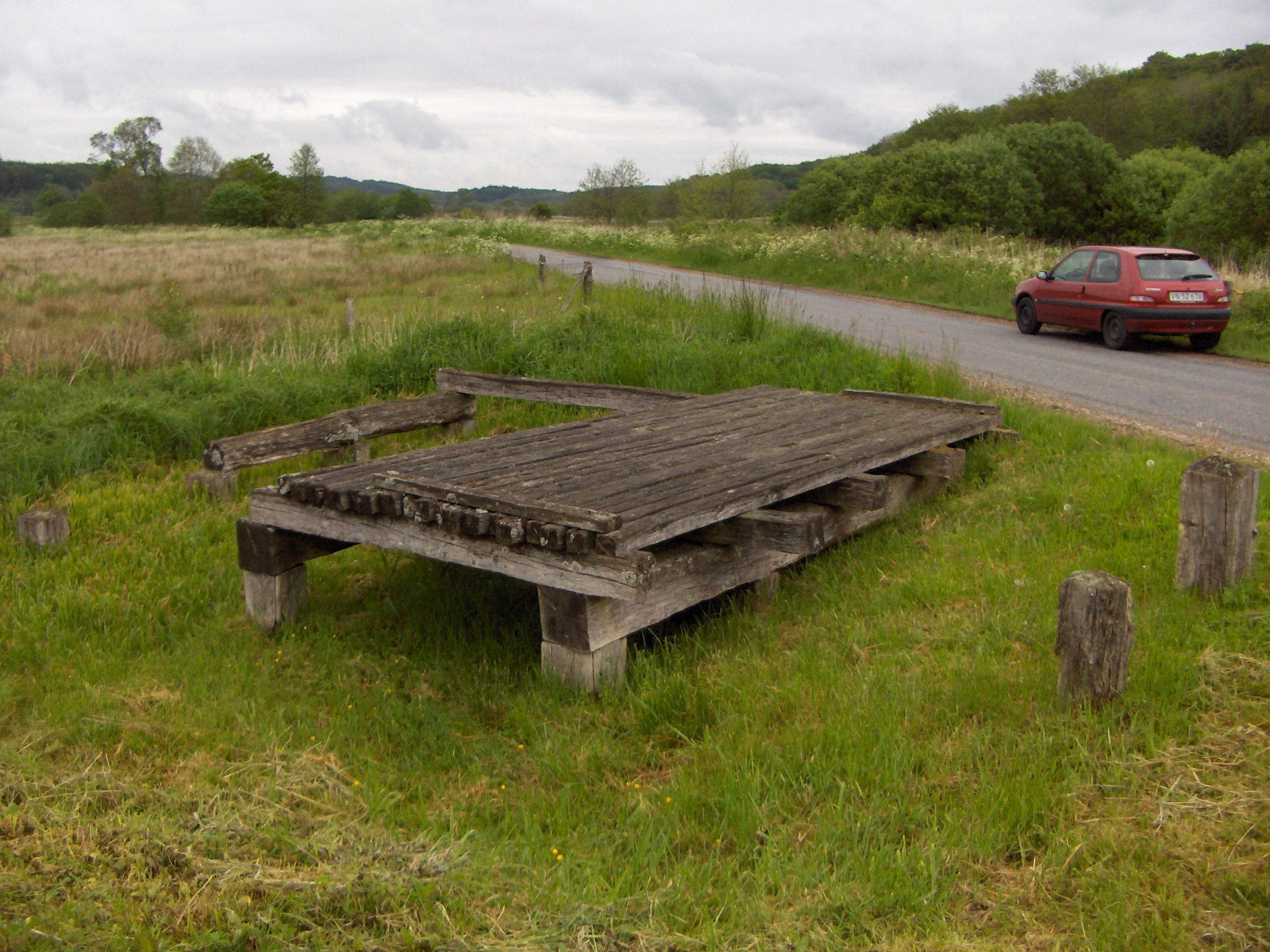
Restos del puente de Ravning. Los tablones solo cubren un tercio de su antiguo ancho.

Se cree que el puente de Ravning fue construido en la época vikinga alrededor del año 980 d. C., por orden del rey Harald Blåtand, quien también construyó Trelleborg.
El puente, de 5 metros de ancho y casi 760 metros de largo, fue construido con madera de roble. Los vanos eran de 2,4 m de largo y 5,5 m de ancho. El puente tenía 280 pilares que consistían en cuatro postes verticales colocados a una distancia de 1,2 m, y dos postes inclinados más pequeños en los extremos. Los postes verticales eran cuadrados con lados de 30 x 30 cm y hasta 6 m de largo. Sobre los postes verticales se colocaron 5,5 m de largo, 25-30 cm de alto y más del doble de las vigas horizontales de ancho. Las vigas estaban conectadas por vigas longitudinales sobre las que se construyó el tablero del puente. El área del tablero cubría 3800 metros cuadrados, y se estima que se talaron más de 300 hectáreas de bosque de robles para construir el puente.
El propósito del Puente de Ravning ha sido muy debatido, pero las excavaciones posteriores de 1993 y 1996 revelaron que se utilizaba como puente comercial y como embarcadero para barcos. En la época vikinga, los niveles de agua eran más altos en el valle del río Vejle y los barcos podían navegar más tierra adentro y así atracar más cerca de la importante sede real de Jelling. El ancho del puente permitía que dos carros de mercancías pasaran en sentido opuesto.